# Calliapagurops charcoti
Calliapagurops charcoti is een tienpotigensoort uit de familie van de Callianassidae. De wetenschappelijke naam van de soort is voor het eerst geldig gepubliceerd in 1973 door de Saint Laurent.